# Reiserdorf
Reiserdorf ist ein Gemeindeteil von Störnstein im Landkreis Neustadt an der Waldnaab im bayerischen Regierungsbezirk Oberpfalz.

## Geographische Lage
Reiserdorf liegt 1,4 Kilometer westlich von Lanz und zwei Kilometer nordwestlich von Störnstein, am Nordufer des Reiserbachs und auf dem Südhang des Ketzerrangs. 700 m weiter westlich mündet der Reiserbach in die Waldnaab. Südlich verläuft die Staatsstraße 2172, auf deren Trasse sich dort auch die Bundesstraße 15 befindet.

## Geschichte
Reiserdorf (auch Reisersdorf, Galgendorf) gehörte zum Anfang des 19. Jahrhunderts gegründeten Steuerdistrikt Lanz. Lanz war eine unmittelbare Landgemeinde, die auch den Steuerdistrikt Wöllershof enthielt. Zur Gemeinde Lanz gehörten Botzersreuth, Dürrmaulmühle, Ernsthof, Kronmühle, Lanz, Oberndorf, Sankt Quirin, Rastenhof, Reisersdorf und Wöllershof.
Als Erzbischof Michael Buchberger 1929 in Neustadt an der Waldnaab eine eigene Pfarrei bildete, wurde Reiserdorf zusammen mit Wöllershof, Ilsenbach, Oberndorf, Botzersreuth, Kronmühle und Sankt Quirin in diese eingepfarrt.
Zusammen mit der restlichen Gemeinde Lanz wurde Reiserdorf am 1. Januar 1972 im Zuge der Gebietsreform in Bayern in die Gemeinde Störnstein eingegliedert.
Der ursprünglich nur aus wenigen Anwesen bestehende Ort wuchs im 20. Jahrhundert zunächst langsam, in den 2000er und 2010er Jahren durch starke Siedlungstätigkeit auf ein Mehrfaches seiner Größe.

### Einwohnerentwicklung ab 1817
| Jahr | Einwohner | Gebäude |
| ---- | --------- | ------- |
| 1817 | 11        | 2       |
| 1838 | 17        | 4       |
| 1871 | 20        | 9       |
| 1885 | 22        | 3       |
| 1900 | 22        | 5       |
| 1913 | 32        | 5       |

| Jahr | Einwohner | Gebäude |
| ---- | --------- | ------- |
| 1925 | 38        | 6       |
| 1950 | 67        | 7       |
| 1961 | 54        | 9       |
| 1970 | 77        | k. A.   |
| 1987 | 129       | 29      |
| 2011 | 215       | k. A.   |

(Siehe auch:)